# Écoulement laminaire
Pour les articles homonymes, voir écoulement.

Schéma d'une sphère placée dans un écoulement laminaire à très faible nombre de Reynolds. Du fait des différentes symétries de la sphère, elle subit alors, de la part du fluide, une force dans la direction opposée à celle de l'écoulement.

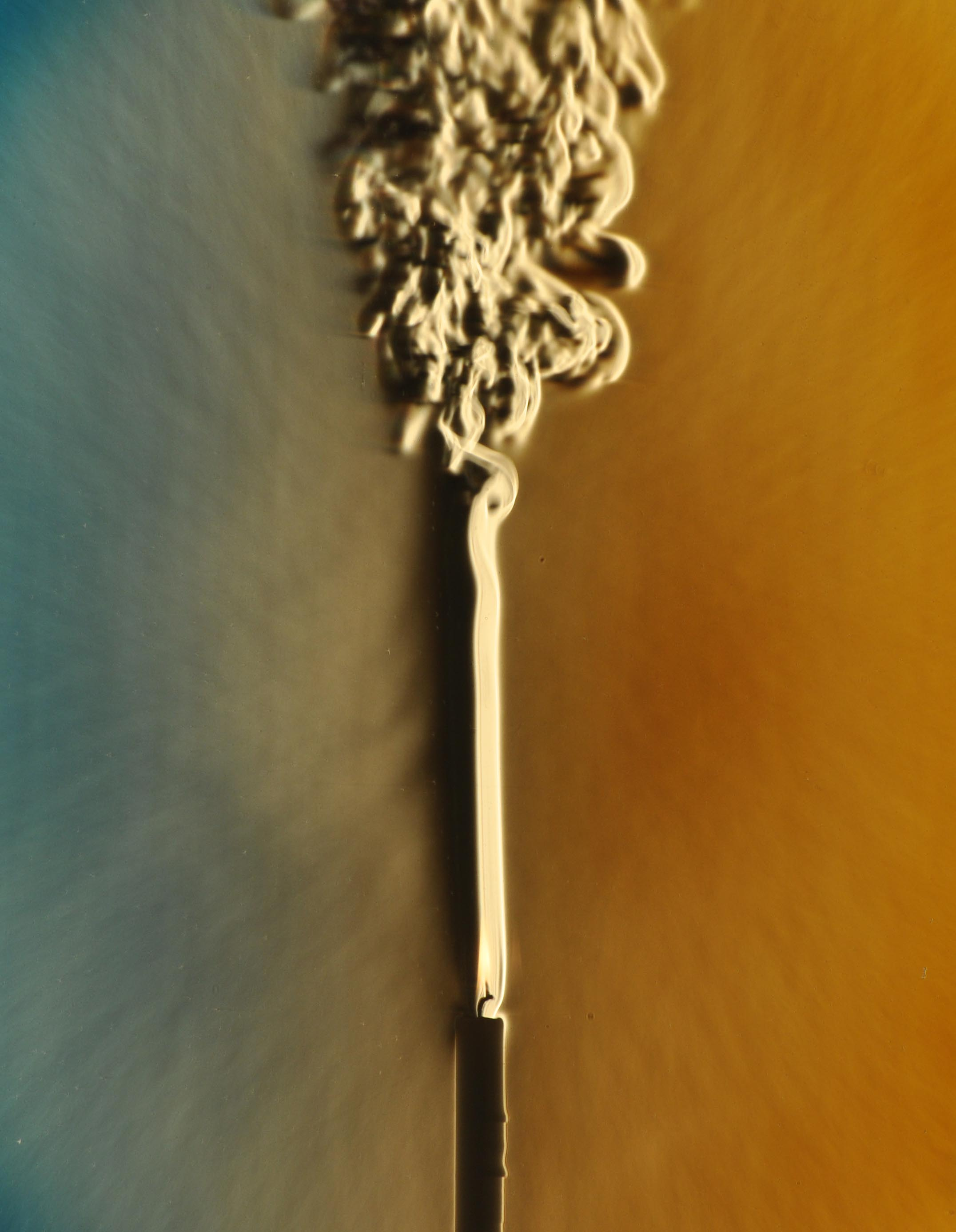
La fumée d'une bougie, laminaire en bas, turbulente en haut.

En mécanique des fluides, l'écoulement laminaire est la propriété des particules fluides en dynamique des fluides de suivre des trajectoires lisses en couches, chaque couche se déplaçant en douceur par rapport aux couches adjacentes avec peu ou pas de mélange. À basse vitesse, le fluide a tendance à s'écouler sans mélange latéral, et les couches adjacentes glissent les unes sur les autres sans à-coups. Il n'y a pas de courants transversaux perpendiculaires à la direction de l'écoulement, ni tourbillon ou de tourbillons de fluides. Dans un écoulement laminaire, le mouvement des particules du fluide est très ordonné avec des particules proches d'une surface solide se déplaçant en lignes droites parallèles à cette surface. L'écoulement laminaire est un régime d'écoulement caractérisé par une diffusion de quantité de mouvement élevée et une convection faible.
Lorsqu'un fluide s'écoule dans un canal fermé tel qu'un tuyau ou entre deux plaques planes, l'un des deux types d'écoulement peut se produire en fonction de la vitesse et de la viscosité du fluide : écoulement laminaire ou écoulement turbulent. L'écoulement laminaire se produit à des vitesses plus faibles, en dessous d'un seuil à partir duquel l'écoulement devient turbulent. La vitesse seuil est déterminée par un paramètre sans dimension caractérisant l'écoulement appelé le nombre de Reynolds, qui dépend également de la viscosité et de la densité du fluide ainsi que des dimensions du canal. L'écoulement turbulent est un régime d'écoulement moins ordonné caractérisé par des tourbillons ou de petits paquets de particules fluides, ce qui entraîne un mélange latéral. En termes non scientifiques, l'écoulement laminaire est lisse, tandis que l'écoulement turbulent est rugueux.

## Définition

### Point de vue microscopique
Dans un écoulement laminaire, deux particules de fluide voisines à un instant donné restent voisines aux instants suivants. Ceci permet de décrire le champ de vitesses en utilisant les techniques classiques d'analyse mathématique. Quand l'écoulement devient turbulent, il est sans organisation apparente, et les techniques classiques ne suffisent plus.

### Point de vue macroscopique
Les notions de régime laminaire ou turbulent sont liées à la viscosité du fluide. Dans une conduite ou autour d'un obstacle, au voisinage d'une paroi sur laquelle la vitesse relative du fluide est nulle, apparaissent de fortes variations de vitesse qui impliquent donc la viscosité.
Plus précisément un écoulement visqueux est caractérisé par un nombre sans dimension, le nombre de Reynolds, qui mesure l'importance relative des forces inertielles liées à la vitesse et des forces de frottement liées à la viscosité. Si ces dernières sont prépondérantes, le frottement entre deux couches fluides maintient leur cohésion et l'on obtient un écoulement laminaire. Lorsque le nombre de Reynolds augmente au-delà d'une certaine limite, l'écoulement est déstabilisé, ce qui peut conduire à  la turbulence après une phase de transition plus ou moins importante.

### Relation avec le nombre de Reynold

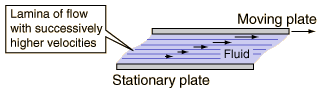
Dans le cas d'une plaque en mouvement dans un liquide, il est constaté qu'il existe une couche (lamina) qui se déplace avec la plaque, et une couche de liquide stationnaire à côté de toute plaque fixe.

Le type d'écoulement se produisant dans un fluide dans un canal est important dans les problèmes de dynamique des fluides et affecte par la suite le transfert thermique et le transfert de masse dans les systèmes fluides. Le nombre sans dimension nombre de Reynolds est un paramètre important dans les équations qui décrivent si les conditions d'écoulement pleinement développées conduisent à un écoulement laminaire ou turbulent. Le nombre de Reynolds est le rapport de la force inertielle à la contrainte de cisaillement du fluide : la vitesse du fluide par rapport à sa viscosité, indépendamment de l'échelle du système fluide. L'écoulement laminaire se produit généralement lorsque le fluide se déplace lentement ou que le fluide est très visqueux. À mesure que le nombre de Reynolds augmente, par exemple en augmentant le débit du fluide, l'écoulement passe de laminaire à turbulent dans une plage spécifique de nombres de Reynolds, la plage de transition laminaire-turbulent dépendant des faibles niveaux de perturbation dans le fluide ou des imperfections dans le système d'écoulement. Si le nombre de Reynolds est très faible, bien inférieur à 1, le fluide présente alors un écoulement de Stokes, ou rampant, où les forces visqueuses du fluide dominent les forces inertielles.
Le calcul spécifique du nombre de Reynolds, et les valeurs où se produit l'écoulement laminaire, dépendent de la géométrie du système d'écoulement et du schéma d'écoulement. L'exemple courant est l'écoulement dans un tuyau, où le nombre de Reynolds est défini comme
{\displaystyle \mathrm {Re} ={\frac {\rho uD_{\text{H}}}{\mu }}={\frac {uD_{\text{H}}}{\nu }}={\frac {QD_{\text{H}}}{\nu A}},}
où :
DH est le diamètre hydraulique du tuyau (m) ;
Q est le débit volumique (m3/s) ;
A est la surface de la section transversale du tuyau (m2) ;
u est la vitesse moyenne du fluide (unités SI : m/s) ;
μ est la viscosité dynamique du fluide (Pa·s = N·s/m2 = kg/(m·s)) ;
ν est la viscosité cinématique du fluide, ν = μ/ρ (m2/s) ;
ρ est la densité du fluide (kg/m3).
Pour de tels systèmes, l'écoulement laminaire se produit lorsque le nombre de Reynolds est inférieur à une valeur critique d'environ 2 040, bien que la plage de transition soit généralement comprise entre 1 800 et 2 100.
Pour les systèmes fluides se produisant sur des surfaces externes, tels que l'écoulement autour d'objets suspendus dans le fluide, d'autres définitions des nombres de Reynolds peuvent être utilisées pour prédire le type d'écoulement autour de l'objet. Le nombre de Reynolds des particules Rep serait utilisé pour les particules en suspension dans les fluides en écoulement, par exemple. Comme pour l'écoulement dans les tuyaux, l'écoulement laminaire se produit généralement à des nombres de Reynolds plus faibles, tandis que l'écoulement turbulent et les phénomènes associés, tels que le détachement tourbillonnaire, se produisent à des nombres de Reynolds plus élevés.

## Cas classiques

### Cas des conduites d'eau à section circulaire
L'écoulement dans les conduites est laminaire pour des nombres de Reynolds inférieurs à la valeur de transition qui est de l'ordre de 2000. Le profil des vitesses a alors une forme parabolique. Mais ce profil se transforme en une forme plus anguleuse au-dessus du Reynolds ~ 2000, lorsque la turbulence apparaît.

### Cas des corps profilés dans l'air
La viscosité de l'air étant beaucoup plus faible que celle de l'eau, son effet est également plus faible et se limite à une zone proche de la paroi, appelée couche limite, dans laquelle la vitesse varie fortement avec la distance à la paroi sous l'effet de la viscosité. À une distance suffisante de la paroi cependant, lorsqu'on est en dehors de la couche limite, l'influence de la viscosité peut être négligée : il est alors possible de considérer le fluide comme un fluide parfait (c'est-à-dire non visqueux) s'écoulant autour du corps engraissé de sa couche limite (un fluide parfait étant justiciable de l'équation de Bernoulli).
Au bord d'attaque d'une aile, la vitesse relative est nulle, donc la viscosité est sans effet. À partir de là, la couche limite se développe à mesure que l'on longe la paroi vers l'aval, ce qui conduit à décrire ladite couche limite en fonction d'un nombre de Reynolds local dans lequel la longueur caractéristique n'est pas une dimension de l'obstacle (souvent sa corde) mais la distance à partir du bord d'attaque. Lorsque l'on part du bord d'attaque, la couche limite est d'abord laminaire avant de changer de régime et devenir turbulente (non sans une zone de transition).

Il faut noter cependant que la partie de la couche limite turbulente la plus proche de la paroi forme un film mince (ou sous-couche) laminaire, même si cette sous-couche laminaire est souvent négligée dans les calculs.

### Cas des corps non profilés
Dans certains cas, l'écoulement passe directement du laminaire au turbulent (cas des plaques planes exposées frontalement). Dans d'autres cas (comme celui de la sphère ou du cylindre infini exposé frontalement), la transition de la couche limite du régime laminaire au régime turbulent est à l'origine de soudaines modifications de l'écoulement (et du {\displaystyle C_{x}}, voir la crise de traînée de la sphère et du cylindre). À l'aval d'un corps non ou mal profilé se forme souvent un sillage tourbillonnaire qui s'organise en fréquences régulières (voir nombre de Strouhal).

## Transition laminaire-turbulent

### Effet d'un forçage stationnaire

(a) Écoulement laminaire, (b) écoulement turbulent.

L’étude du passage d’un écoulement laminaire à un écoulement turbulent lorsque le nombre de Reynolds augmente a pu être faite dans certains cas en se basant sur la théorie des systèmes dynamiques (bifurcations). Les instabilités sont directement associées au terme non linéaire inertiel de transport par convection de l’équation de Navier-Stokes. La réponse non stationnaire à une excitation stationnaire témoigne du caractère non linéaire de la dynamique des fluides.
- Si Re < 1, l’équation est linéaire car les phénomènes de diffusion dominent. L'équation de Navier-Stokes se simplifie et devient l’équation de Stokes ;
- Si Re > 2000, l’équation est non linéaire car les phénomènes convectifs dominent. Les non linéarités produiront des effets non stationnaires pour un forçage stationnaire, des brisures de symétries par rapport aux conditions aux limites initiales, en d'autres termes, la turbulence. Ce changement brutal qui s’opère correspond au passage du mode de transport de diffusion dominant au mode de transport convectif dominant.

### Dissipation de l’énergie cinétique
Le tenseur des gradients de vitesse s’écrit comme la somme d’un tenseur symétrique et d’un tenseur antisymétrique : le tenseur des taux de déformation est directement lié à la dissipation d’énergie cinétique sous forme de chaleur alors que le tenseur des taux de rotation est relié aux tourbillons. Dans un écoulement quelconque, on a une distribution de déformation (qui dissipe l’énergie) et une contribution de rotation (qui ne la dissipe pas).
La turbulence permet de dissiper l’énergie cinétique plus efficacement qu’un écoulement laminaire.
En régime turbulent, l’énergie cinétique fournie à l’écoulement à grande échelle (typiquement la taille de l’écoulement) est transmise vers les petites échelles par le mécanisme de cascade d’énergie : des mouvements tourbillonnants à l’échelle de l’écoulement moyen sont générateurs de tourbillons à des échelles un peu plus petites qui eux-mêmes génèrent des mouvements à des échelles plus petites, etc. Ce processus de cascade d’énergie se termine finalement lorsque les mouvements excités de très petite taille sont dissipés en chaleur sous l’effet de la viscosité moléculaire. On peut ainsi dire, d’une certaine manière, que la dissipation a lieu par transfert d’énergie vers les petites échelles dans un écoulement turbulent. Ce n’est pas le cas en régime laminaire où la dissipation opère directement à grande échelle.

### Turbulence et dissipation
Un écoulement moyen forme de petites structures par le mécanisme d’étirement du tourbillon. Ces petites structures correspondent au champ fluctuant de la décomposition de Reynolds. L’énergie est donc passée de l’écoulement moyen vers ces tubes qui ont de forts gradients, tournent vite et sont petits, et donc dissipent efficacement l’énergie.

## Barrières d'écoulement laminaire
L'écoulement laminaire est utilisé pour séparer des volumes d'air ou empêcher les contaminants aéroportés d'entrer dans une zone. Les hottes à flux laminaire sont utilisées pour exclure les contaminants des processus sensibles en science, électronique et médecine. Les rideaux d'air sont fréquemment utilisés dans les environnements commerciaux pour empêcher l'air chauffé ou réfrigéré de passer par les portes. Un réacteur à écoulement laminaire (LFR) est un réacteur qui utilise un écoulement laminaire pour étudier les réactions chimiques et les mécanismes de processus. Une conception d'écoulement laminaire pour l'élevage d'animaux de rats pour la gestion des maladies est développée par Beall et al. 1971 et devient une norme dans le monde entier, y compris dans l'ancien Bloc de l'Est.